# Diputat

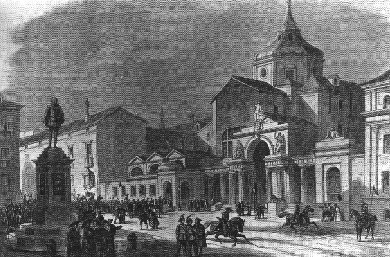
Edifici del Congrés de Diputats d'Espanya a Madrid (1843).

Un diputat és l'integrant d'un Parlament. Als sistemes polítics de base anglosaxona se'ls anomena Representants del Parlament. Als sistemes bicamerals, els diputats són membres de la cambra baixa del Parlament.
Són els representants de la sobirania popular. Poden ser triats pel vot directe, lliure i secret dels ciutadans, o de manera indirecta per altres representants de la sobirania popular.
Les funcions principals d'un diputat són les de:
- Legislar (conjunt d'actes tendents a crear, reformar, derogar, addicionar o modificar una llei)
- Fiscalitzar (vigilar l'ús i aplicació dels recursos públics)
- Gestionar (ajudar els ciutadans en el tràmit dels seus assumptes ens les altres instàncies de l'administració pública).

## Els diputats a la Unió Europea
Els diputats de la Unió Europea també són coneguts com a eurodiputats.
Per a la primera sessió del Parlament Europeu, els diputats van ser designats pels Estats Membre (delegació). La primera elecció directa fou el 1979, foren escollits 410 diputats en nou Estats Membre. En el moment de l'ampliació de la Unió Europea de l'1 de maig de 2004 amb 25 Estats-membres, el nombre dels eurodiputats ha estat elevat temporalment a 788. Des de les eleccions de 2004, aquest nombre ha estat elevat a 732 diputats.

## Diputats al Regne d'Espanya
Segons la Constitució Espanyola de 1978 el poble espanyol està representat pel Congrés dels Diputats i el Senat. Les dues cambres formen les Corts Generals. Les Corts Generals exerceixen la potestat legislativa de l'Estat, aproven els pressupostos, controlen el Govern, i exerceixen la resta de competències que els atribueix la Constitució. Les Corts Generals són inviolables. Ningú pot ser al mateix temps membre diputat i senador. El càrrec de diputat és incompatible amb el corresponent a l'assemblea de les comunitats autònomes. El mandat dels membres de les corts no és imperatiu. Les reunions, Parlament han de ser convocades de forma reglamentària. El nombre de diputats pot anar de 300 a 400, i han de ser elegits per sufragi universal, lliure, igual, directe i secret. En l'elecció dels diputats la circumscripció electoral és la província. Ceuta i Melilla estan representades cada una per un diputat. L'elecció es fa a cada circumscripció segons criteris de representació proporcional. A Espanya s'aplica la regla D'Hondt per distribuir els càrrecs de diputats entre les llistes electorals tancades. El Congrés s'elegix per quatre anys, per la qual cosa el mandat dels diputats acaba quatre anys després de la seva elecció o en el dia de la dissolució de la Cambra. Són electors i elegibles tots els espanyols en ús dels seus drets polítics. Es reconeix, i la llei ha de facilitar el dret al sufragi dels espanyols que es trobin fora del territori d'Espanya. Les eleccions s'han de fer entre els 30 i els 60 dies des de l'acabament del mandat. El Congrés electe ha de ser convocat dins dels 25 dies següents a la celebració de les eleccions.
Són inelegibles o incompatibles pel càrrec de diputat: Els components del Tribunal Constitucional d'Espanya, els alts càrrecs de l'Administració General de l'Estat (exceptuant als membres del Govern) que determini la llei, el defensor del poble, els magistrats, jutges i fiscals, els militars professionals, els membres dels cossos de seguretat, i de la policia, els membres de les justes electorals. La validesa de les actes i credencials està sotmesa al control judicial en els termes de la Llei electoral.
(immunitat) Els diputats gaudeixen d'inviolabilitat per les opinions que manifestin en el seu exercici. Tampoc poden ser detinguts, a no ser en cas de delicte flagrant. Per ser processats es necessita l'autorització prèvia de la Cambra. Les causes contra els diputats són competències del Tribunal Suprem d'Espanya. Els diputats reben un sou fixat per la Cambra.
Els diputats formen part de les comissions d'investigació designades per la Cambra.
El Congrés nomena una Diputació Permanent amb un mínim de 21 diputats.
El vot dels diputats no es pot delegar.

### Privilegis dels diputats
A més de la inviolabilitat i immunitat, els diputats espanyols mantenen una sèrie de privilegis en virtut del seu càrrec, com ara bitllets d'avió i autopistes de peatge gratuïtes.